# Augustin Michálek
Augustin Michálek, též Michalek (4. října 1829 Dřevohostice – 18. srpna 1899 Březová), byl rakouský politik z Moravy (českého původu, ale politicky se klonící k německému táboru); poslanec Moravského zemského sněmu a starosta Slušovic.

## Biografie
V srpnu 1858 se Augustin Michálek oženil ve Slušovicích. Bylo mu tehdy 28 let. Uváděl se jako mlynář ve Slušovicích a syn Paula Michálka.
V období let 1868–1878 se uvádí Augustin Michálek jako mlynář na Hamerním mlýnu ve Slušovicích. V roce 1869 patřil mezi iniciátory založení Čtenářského spolku Svěradov. V roce 1875 se coby zemský poslanec zasloužil o započetí výstavby silnice ze Slušovic do Lípy. Když v roce 1884 vznikl ve Slušovicích Sbor dobrovolných hasičů, byl jeho prvním náčelníkem mlynář Augustin Michálek a obchodní Jindřich Novák. V roce 1879 se uvádí jako starosta Slušovic.
V 70. letech se zapojil i do vysoké politiky. V doplňovacích zemských volbách 22. listopadu 1873 byl zvolen na Moravský zemský sněm, za kurii venkovských obcí, obvod Uherský Brod, Valašské Klobouky, Vizovice. V roce 1873 se uvádí jako ústavověrný kandidát (tzv. Ústavní strana, liberálně a centralisticky orientovaná). Je popisován jako ústavověrný Slovan. Porazil národního kandidáta Františka Aloise Šroma.
Český tisk jeho příklon k Ústavní straně kritizoval. Před zemskými volbami roku 1878 napsal list Našinec: „Michálek zasedl v řady protivníků našeho národa a hlasoval ve všem všudy s nimi proti našemu národu, proti nejsvětějším právům jeho a tudíž i proti nám.“ V roce 1874 se uvádí, že Michálkův příbuzný měl ve Slušovicích svatbu, přičemž při slavnostním průvodu svatebčanů se hrála píseň Wacht am Rhein, tehdy populární v německých vlasteneckých kruzích. Šlo o svatbu Karla Frunkata a Ernestiny Holubcové, dcery vsetínského mlynáře Martina Holubce a Františky rozené Michálkové ze Slušovic.